# Ağabala Ramazanov
Ağabala Ramazanov (ur. 20 stycznia 1993 w Baku) – azerski piłkarz grający na pozycji napastnika. Od 2020 jest zawodnikiem klubu Zirə Baku.

## Kariera klubowa
Swoją karierę piłkarską Ramazanov rozpoczął w klubie Neftçi PFK. W 2011 roku awansował do kadry pierwszego zespołu i 21 sierpnia 2011 zadebiutował w nim w zwycięskim 4:0 domowym meczu z Sumqayıtem FK. Był to zarazem jego jedyny rozegrany mecz w barwach Neftçi, który w sezonie 2011/2012 wywalczył mistrzostwo Azerbejdżanu.
Latem 2012 roku Ramazanov odszedł do klubu Xəzər Lenkoran. Swój debiut w nim zanotował 5 sierpnia 2012 w zremisowanym 1:1 wyjazdowym meczu z Rəvanem Baku. W Xəzərze spędził trzy sezony.
W 2015 roku Ramazanov przeszedł do Sumqayıtu FK. W klubie tym swój debiut zaliczył 10 sierpnia 2015 w zremisowanym 0:0 domowym spotkaniu z Rəvanem Baku. Zawodnikiem Sumgaitu był przez rok.
Latem 2016 roku Ramazanov został zawodnikiem klubu İnter Baku. Zadebiutował w nim 7 sierpnia 2016 w wygranym 2:1 domowym meczu z Qarabağem FK. W İnterze grał do końca 2016 roku.
Na początku 2017 roku Ramazanov trafił do Qarabağu, w którym swój debiut zanotował 29 stycznia 2017 w zremisowanym 1:1 domowym spotkaniu z Neftçi. W sezonie 2016/2017 sięgnął z Qarabağem po dublet - mistrzostwo i Puchar Azerbejdżanu, a w sezonie 2017/2018 został z nim mistrzem tego kraju.
Latem 2018 Ramazanov odszedł z Qarabağu do Səbailu Baku. W Səbailu swój debiut zaliczył 15 września 2018 w wygranym 3:0 domowym meczu z Zirə Baku. W Səbailu występował do końca 2019 roku.
Zimą 2020 Ramazanov został piłkarzem innego klubu z Baku, Zirə. Zadebiutował w nim 1 lutego 2020 w zwycięskim 2:0 domowym meczu z Sabahem Baku.
| Sezon   | Klub           | Kraj        | Rozgrywki      | Mecze | Gole |
| ------- | -------------- | ----------- | -------------- | ----- | ---- |
| 2011/12 | Neftçi PFK     | Azerbejdżan | Premyer Liqası | 1     | 0    |
| 2012/13 | Xəzər Lenkoran | Azerbejdżan | Premyer Liqası | 19    | 1    |
| 2013/14 | Xəzər Lenkoran | Azerbejdżan | Premyer Liqası | 21    | 1    |
| 2014/15 | Xəzər Lenkoran | Azerbejdżan | Premyer Liqası | 20    | 5    |
| 2015/16 | Sumqayıt FK    | Azerbejdżan | Premyer Liqası | 33    | 5    |
| 2016/17 | İnter Baku     | Azerbejdżan | Premyer Liqası | 13    | 4    |
| 2016/17 | Qarabağ FK     | Azerbejdżan | Premyer Liqası | 12    | 0    |
| 2017/18 | Qarabağ FK     | Azerbejdżan | Premyer Liqası | 6     | 0    |
| 2018/19 | Səbail Baku    | Azerbejdżan | Premyer Liqası | 20    | 7    |
| 2019/20 | Səbail Baku    | Azerbejdżan | Premyer Liqası | 13    | 3    |
| 2019/20 | Zirə Baku      | Azerbejdżan | Premyer Liqası | 4     | 3    |
| 2020/21 | Zirə Baku      | Azerbejdżan | Premyer Liqası | 22    | 6    |

## Kariera reprezentacyjna
Ramazanov grał w młodzieżowej reprezentacji Azerbejdżanu U-21. W reprezentacji Azerbejdżanu zadebiutował 13 października 2014 przegranym 0:6 meczu eliminacji do Euro 2016 z Chorwacją, rozegranym w Osijeku, gdy w 30. minucie zmienił Qarę Qarayeva.